# Istituto di istruzione Sebastiano Mottura
L'istituto di istruzione secondaria superiore (I.I.S.S.) Sebastiano Mottura, già istituto tecnico industriale (ITI) Sebastiano Mottura (noto semplicemente come Mottura o Industriale) è una scuola secondaria superiore di Caltanissetta istituita con Regio Decreto n° 940 del 30 ottobre 1862; fu la prima scuola italiana finalizzata alla formazione di Tecnici Minerari cui poi seguirono quella in Sardegna, in Veneto, in Toscana e in Lombardia.

## Storia

### Origini
La città di Caltanissetta fu scelta per la sua posizione centrale e quindi strategica, su un'area ad elevata produttività solfifera. 
La nascita e prima direzione venne affidata all'ingegnere piemontese Sebastiano Mottura.

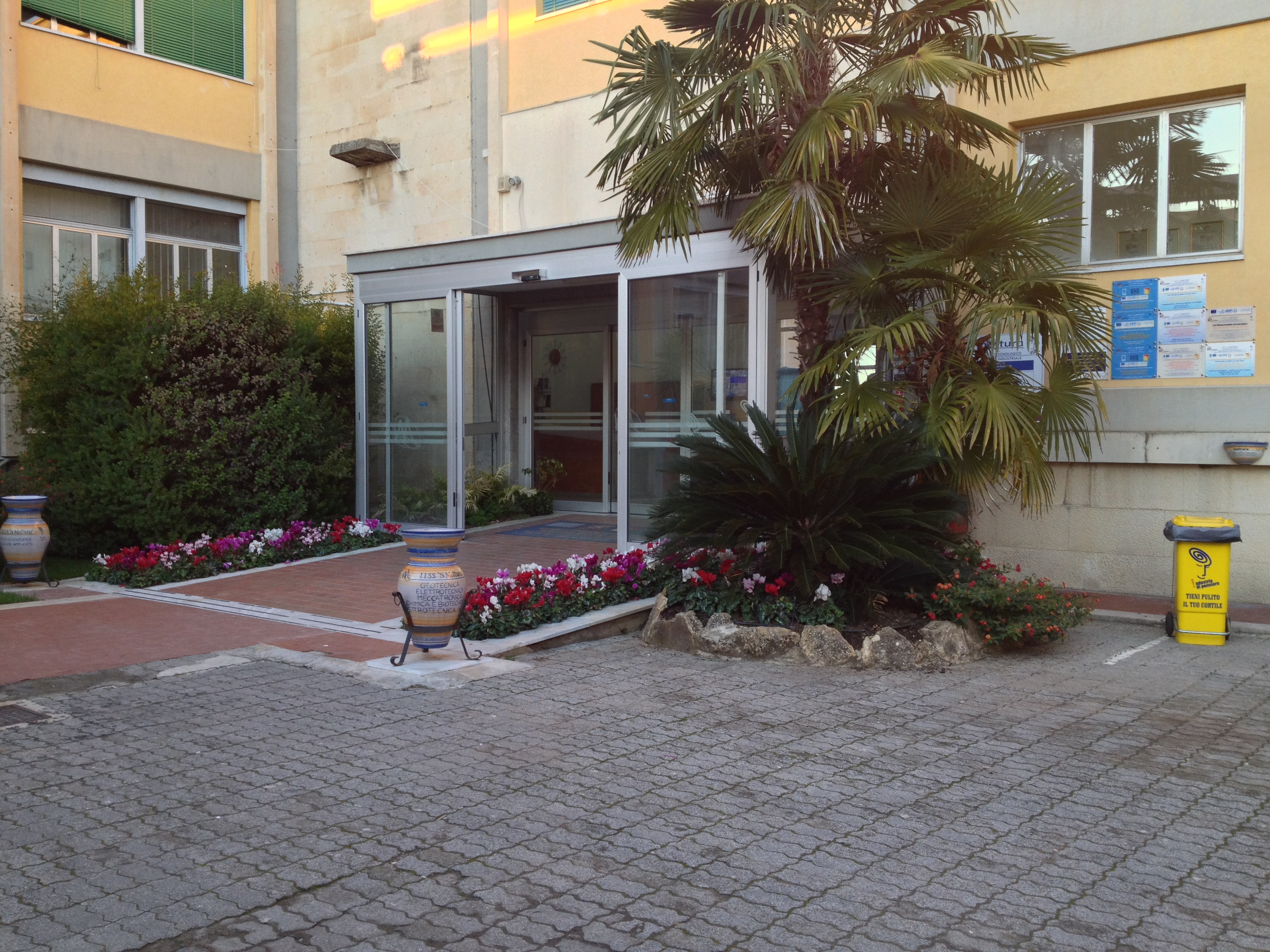
Ingresso del "Mottura"

### Sedi
La prima sede provvisoria fu il Convento dei Frati Agostiniani, la seconda sede fu in Via Berengario Gaetani "Casa Palmeri". 
La terza e attuale sede è sita in Viale della Regione 71.

### Dal 1945 al 1980
Istituto Tecnico Industriale con due indirizzi: Minerario ed Elettrotecnico. L'indirizzo Elettrotecnico nasce nel 1970.

### Dal 1980 ad oggi
L'I.I.S.S. "S.Mottura" oggi vanta 6 indirizzi: elettronica ed elettrotecnica, indirizzo costruzioni, ambiente e territorio articolazione geotecnico; indirizzo meccanica e meccatronica; indirizzo chimica, materiali e biotecnologie; liceo scientifico opzione scienze applicate; progetto Sirio serale.

## Telemottura - Web Television
Telemottura nasce nel 2011 da un'idea dell'allora dirigente scolastico come modalità per documentare e diffondere le numerose attività curricolari ed extracurricolari dell'istituto. Nel 2014, la redazione allestisce un proprio sito e vi trasmettere i notiziari, il programma Mottura Report, le dirette in streaming e organizza il MuMiMottura Music Festival.